# Elaphoglossum apodum
Elaphoglossum apodum är en träjonväxtart som först beskrevs av Georg Friedrich Kaulfuss, och fick sitt nu gällande namn av Heinrich Wilhelm Schott. Elaphoglossum apodum ingår i släktet Elaphoglossum och familjen Dryopteridaceae. Inga underarter finns listade.